# قطنية زرية
القطنية الزرية (باللاتينية: Cotoneaster nummularius) نوع نباتي يتبع جنس القطنية من الفصيلة الوردية.

## الموئل والانتشار
موطنها سيناء.

## مرادفات للاسم العلمي
- (باللاتينية: Cotoneaster nummularius var. orbicularis (Schltdl.) Wenzig)
- (باللاتينية: Cotoneaster racemiflorus var. orbicularis (Schltdl.) Zabel)